# 尚斯奈
尚斯奈（法語：Chancenay，法語發音：[ʃɑ̃snɛ]）是法国上马恩省的一个市镇，位于该省北部，属于圣迪济耶区。

## 地理
尚斯奈（48°40'13"N, 4°59'13"E）面积9.86 平方千米，位于法国大東部大區上马恩省，该省份为法国东北部内陆省份，北起马恩省和默兹省，西接奥布省，西南接科多尔省，东南接上索恩省，东临孚日省。
与尚斯奈接壤的市镇（或旧市镇、城区）包括：聖迪濟耶、昂塞维尔、博东维利耶、索姆洛讷、特鲁瓦方丹拉拜、贝唐库尔拉费雷。
尚斯奈的时区为UTC+01:00、UTC+02:00（夏令时）。

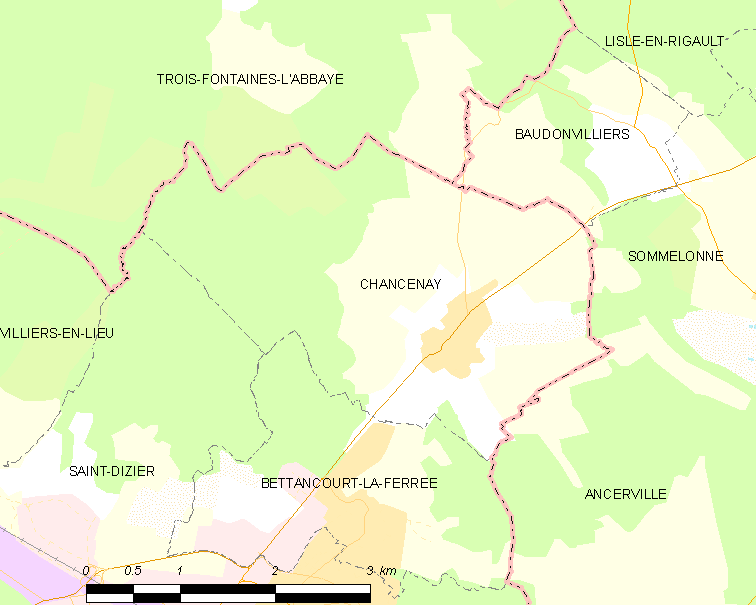
尚斯奈的OSM定位图

## 行政
尚斯奈的邮政编码为52100，INSEE市镇编码为52104。

## 政治
尚斯奈所属的省级选区为圣迪济耶第三县。

## 人口

1962-2008年间尚斯奈人口变化图示

尚斯奈于2022年1月1日时的人口数量为1013人。